# Turbowiert
Turbowiert – urządzenie napędzające sprzężony z nim świder wiertniczy, stosowane w trakcie wierceń obrotowych. Wykorzystuje przepływ tłoczonej do otworu wiertniczego płuczki wiertniczej. Płuczka wprawia w ruch obrotowy turbinę hydrauliczną, a ta z kolei przekazuje moment obrotowy na narzędzie wiercące.